# Seroalbúmina
La seroalbúmina o albúmina sèrica és una de les proteïnes més importants del plasma de la sang. Quan la concentració n'és massa baixa és un símptoma de malnutrició, inflamació o de malalties greus del fetge i el ronyó.

## Funció
La seroalbúmina transporta substàncies de naturalesa química molt diversa, com àcids grassos, aminoàcids, esteroides, metalls (com el calci), i nombrosos fàrmacs, en facilita la transferència des del sistema circulatori a òrgans com el fetge, el ronyó, l'intestí i el cervell. Per aquest motiu existeixen receptors de superfície per a seroalbúmina en les cèl·lules d'aquests òrgans. La seva principal funció és regular la pressió osmòtica de la sang, i presenta una gran afinitat per petites molècules hidròfobes carregades negativament. La seroalbúmina està formada per 585 aminoàcids.